# 록맨 4: 새로운 야망!!
《록맨 4: 새로운 야망!!》(ロックマン4 新たなる野望!!)은 캡콤이 패미컴으로 발매한 액션 플랫폼 게임이다. 오리지널 록맨 시리즈의 네번째 작품으로, 일본에서 1991년 12월 6일에 처음 출시됐다. 북미와 유럽 지역에선 각각 1992년과 1993년에 《메가맨 4》(Mega Man 4)라는 이름으로 출시됐다.
록맨 4는 Dr. 코사크라는 정체불명의 과학자가 나타나 세계정복을 노리자 록맨이 다시 출격하는 내용을 다룬다. 록맨 4는 이전 세 게임에서 다진 액션 및 플랫폼 요소로 무장한 동시에, 버튼을 눌러 에너지를 모아 보통보다 훨씬 강한 공격을 날리는 '록 버스터'를 게임플레이에 처음으로 도입했다.
록맨 4는 첫 발매 이후 플레이스테이션과 휴대 전화에 이식됐으며, 플레이스테이션 네트워크와 버추얼 콘솔을 통해서도 디지털 재발매가 이뤄졌다.

## 줄거리
천재공학자 닥터 라이트의 로봇조수였던 록맨이 악당 와일리의 세계정복 계획을 세번째로 저지한 《록맨 3》의 사건 일 년 후, 세상은 평화를 되찾은 듯 했다. 그러나 어느 날, 수수께끼의 러시아인 과학자 미하일 코사트가 갑자기 나타나 로봇들을 보내 전세계에 자신의 독재를 선포한다. 록맨은 와일리 때처럼 라이트 박사의 도움으로 개량된 뉴 록 버스터를 무장하고 코사크의 군대가 점령한 여덟 도시를 해방시키기 위해 출격한다.
코사크 수하의 여덟 로봇들(파라오맨, 링맨, 다이브맨, 스컬맨, 브라이트맨, 더스트맨, 드릴맨, 토트맨)을 전부 제압한 록맨은 이내 코사크의 요새에 들어가 그를 마주한다. 그런데 록맨이 코사크와 걸투를 벌이는 도중, 블루스가 난입해 코사크 박사의 딸 칼린카를 데려온다. 칼린카는 자신의 아버지가 자기를 볼모로 잡은 와일리의 협박으로 로봇들을 보냈음을 알리며 싸움을 그만둘 것을 록맨에게 청한다. 블루스에게 배신당한 와일리는 본모습을 밝히고 록맨을 자신의 요새로 초대한다. 와일리가 지은 성채에서 새로운 로봇 군대를 무찌른 록맨은 그의 마지막 발악까지 이겨냈지만, 그가 탈출하는 것은 막지 못한다. 자폭으로 무너진 와일리의 성을 뒤로하고 록맨은 기차 위에 올라타 집으로 향한다.

## 평가
| 평론 점수                | 평론 점수 |
| 평론사                   | 점수      |
| ------------------------ | --------- |
| 게임프로                 | [ 12 ]    |
| IGN                      | 8 / 10    |
| 닌텐도 파워              | 3.95 / 5  |
| Nintendo Magazine System | 81%       |
| Total!                   | 88%       |

| 수상                     | 수상              |
| 평론사                   | 수상              |
| ------------------------ | ----------------- |
| Nintendo Power Award '92 | Best Overall Game |